# Зайцево (Черниговская область)
Зайцево (укр. Зайцеве) — посёлок в Коропском районе Черниговской области Украины. Население — 56 человек.
Код КОАТУУ: 7422282004. Почтовый индекс: 16234. Телефонный код: +380 4656.

## Власть
Орган местного самоуправления — Вольненский сельский совет. Почтовый адрес: 16234, Черниговская обл., Коропский р-н, с. Вольное, ул. Гагарина, 48.